# Le Retail
Le Retail är en kommun i departementet Deux-Sèvres i regionen Nouvelle-Aquitaine i västra Frankrike. Kommunen ligger i kantonen Secondigny som tillhör arrondissementet Parthenay. År 2022 hade Le Retail 275 invånare.

## Befolkningsutveckling
Antalet invånare i kommunen Le Retail
| Referens: INSEE |